# سباق الطريق ضد الساعة للشابات في بطولة العالم لسباق الدراجات على الطريق 2019
سباق الطريق ضد الساعة للشابات في بطولة العالم لسباق الدراجات على الطريق 2019 هو سباق دراجات هوائية، وهو الموسم رقم 25 من السباق، وأقيم في 23 سبتمبر 2019، وامتدّ لمسافة 14 كيلومتر، وهو أحد سباقات بطولة العالم لسباق الدراجات على الطريق 2019، وقد شارك في السباق  50 متسابقاً ووصل إلى نهايته  50 متسابقاً.
فاز فيه بالمركز الأول  Aigul Gareeva ‏، وبالمركز الثاني  شيرين فان أنروي، وبالمركز الثالث  Elynor Bäckstedt ‏.

## الفرق
| فرق وطنية (31)- فريق بلجيكا لسباق الدراجات للسيدات تحت 19 سنة‏ - فريق كندا لسباق الدراجات للسيدات تحت 19 سنة‏ - فريق تشيلي لسباق الدراجات للسيدات تحت 19 سنة‏ - فريق التشيك لسباق الدراجات للسيدات تحت 19 سنة‏ - فريق الدنمارك لسباق الدراجات للسيدات تحت 19 سنة‏ - فريق كولومبيا لسباق الدراجات للسيدات تحت 19 سنة‏ - فريق إسبانيا لسباق الدراجات للسيدات تحت 19 سنة‏ - فريق فرنسا لسباق الدراجات للسيدات تحت 19 سنة‏ - فريق بريطانيا العظمى لسباق الدراجات على الطريق للسيدات تحت 19 سنة‏ - فريق ألمانيا لسباق الدراجات للسيدات تحت 19 سنة‏ - فريق المجر لسباق الدراجات للسيدات تحت 19 سنة‏ - فريق جمهورية أيرلندا لسباق الدراجات على الطريق للسيدات تحت 19 سنة‏ - فريق إيطاليا لسباق الدراجات للسيدات تحت 19 سنة‏ - فريق كازاخستان لسباق الدراجات للسيدات تحت 19 سنة‏ - فريق لاتفيا لسباق الدراجات للسيدات تحت 19 سنة‏ - فريق ليتوانيا لسباق الدراجات للسيدات تحت 19 سنة‏ - فريق لوكسمبورغ لسباق الدراجات للسيدات تحت 19 سنة‏ - فريق المكسيك لسباق الدراجات للسيدات تحت 19 سنة‏ - فريق هولندا لسباق الدراجات على الطريق للسيدات تحت 19 سنة‏ - فريق النرويج لسباق الدراجات على الطريق للشابات ‏ - فريق نيوزيلندا لسباق الدراجات للسيدات تحت 19 سنة‏ - فريق بولندا لسباق الدراجات للسيدات تحت 19 سنة‏ - فريق البرتغال لسباق الدراجات للسيدات تحت 19 سنة‏ - فريق جنوب أفريقيا لسباق الدراجات للسيدات تحت 19 سنة‏ - فريق روسيا لسباق الدراجات للسيدات تحت 19 سنة‏ - فريق سلوفينيا لسباق الدراجات للسيدات تحت 19 سنة‏ - فريق سويسرا لسباق الدراجات للسيدات تحت 19 سنة‏ - فريق سلوفاكيا لسباق الدراجات للسيدات تحت 19 سنة‏ - فريق السويد لسباق الدراجات للسيدات تحت 19 سنة‏ - فريق أوكرانيا لسباق الدراجات للسيدات تحت 19 سنة‏ - فريق الولايات المتحدة لسباق الدراجات للسيدات تحت 19 سنة‏ |  |
| |  |

## التصنيف العام النهائي
| \| التصنيف العام \| التصنيف العام \| التصنيف العام \| التصنيف العام \| التصنيف العام \| \| العداء \| العداء \| الفريق \| الوقت \| \| \| ------------- \| ----------------------------- \| ----------------------------------------------------------------- \| ------------- \| ------------- \| \| 1 \| Aigul Gareeva [الإنجليزية]‏ \| فريق روسيا لسباق الدراجات للسيدات تحت 19 سنة‏ \| 22 د 16 ث \| \| \| 2 \| شيرين فان أنروي \| فريق هولندا لسباق الدراجات على الطريق للسيدات تحت 19 سنة‏ \| + 4 ث \| \| \| 3 \| Elynor Bäckstedt [الإنجليزية]‏ \| فريق بريطانيا العظمى لسباق الدراجات على الطريق للسيدات تحت 19 سنة‏ \| + 11 ث \| \| \| 4 \| Camilla Alessio [الإنجليزية]‏ \| فريق إيطاليا لسباق الدراجات للسيدات تحت 19 سنة‏ \| + 15 ث \| \| \| 5 \| Wilma Olausson [الإنجليزية]‏ \| فريق السويد لسباق الدراجات للسيدات تحت 19 سنة‏ \| + 17 ث \| \| \| 6 \| Leonie Bos [لغات أخرى]‏ \| فريق هولندا لسباق الدراجات على الطريق للسيدات تحت 19 سنة‏ \| + 21 ث \| \| \| 7 \| Zoe Ta-Perez [لغات أخرى]‏ \| فريق الولايات المتحدة لسباق الدراجات للسيدات تحت 19 سنة‏ \| + 26 ث \| \| \| 8 \| Sofia Collinelli [الإنجليزية]‏ \| فريق إيطاليا لسباق الدراجات للسيدات تحت 19 سنة‏ \| + 36 ث \| \| \| 9 \| Megan Jastrab [الإنجليزية]‏ \| فريق الولايات المتحدة لسباق الدراجات للسيدات تحت 19 سنة‏ \| + 45 ث \| \| \| 10 \| Ella Wyllie [الإنجليزية]‏ \| فريق نيوزيلندا لسباق الدراجات للسيدات تحت 19 سنة‏ \| + 51 ث \| \| |                   |                                                                   |           |  |
| |                   |                                                                   |           |  |
| مصدر: ProCyclingStats |                   |                                                                   |           |  |
| التصنيف العام |                   |                                                                   |           |  |
| العداء | العداء            | الفريق                                                            | الوقت     |  |
| 1 | Aigul Gareeva ‏    | فريق روسيا لسباق الدراجات للسيدات تحت 19 سنة‏                      | 22 د 16 ث |  |
| 2 | شيرين فان أنروي   | فريق هولندا لسباق الدراجات على الطريق للسيدات تحت 19 سنة‏          | + 4 ث     |  |
| 3 | Elynor Bäckstedt ‏ | فريق بريطانيا العظمى لسباق الدراجات على الطريق للسيدات تحت 19 سنة‏ | + 11 ث    |  |
| 4 | Camilla Alessio ‏  | فريق إيطاليا لسباق الدراجات للسيدات تحت 19 سنة‏                    | + 15 ث    |  |
| 5 | Wilma Olausson ‏   | فريق السويد لسباق الدراجات للسيدات تحت 19 سنة‏                     | + 17 ث    |  |
| 6 | Leonie Bos ‏       | فريق هولندا لسباق الدراجات على الطريق للسيدات تحت 19 سنة‏          | + 21 ث    |  |
| 7 | Zoe Ta-Perez ‏     | فريق الولايات المتحدة لسباق الدراجات للسيدات تحت 19 سنة‏           | + 26 ث    |  |
| 8 | Sofia Collinelli ‏ | فريق إيطاليا لسباق الدراجات للسيدات تحت 19 سنة‏                    | + 36 ث    |  |
| 9 | Megan Jastrab ‏    | فريق الولايات المتحدة لسباق الدراجات للسيدات تحت 19 سنة‏           | + 45 ث    |  |
| 10 | Ella Wyllie ‏      | فريق نيوزيلندا لسباق الدراجات للسيدات تحت 19 سنة‏                  | + 51 ث    |  |

## وصلات خارجية
- الموقع الرسمي
- لمحة عن سباق سباق الطريق ضد الساعة للشابات في بطولة العالم لسباق الدراجات على الطريق 2019 على موقع  ProCyclingStats   (برو  سايكلنج  ستاتس) - إحصاءات  محترفي  الدراجات.
- سباق الطريق ضد الساعة للشابات في بطولة العالم لسباق الدراجات على الطريق 2019 على موقع إحصائيات الدراجات الإحترافية (الإنجليزية)